# Gigantocypris agassizi
Gigantocypris agassizi is een mosselkreeftjessoort uit de familie van de Cypridinidae. De wetenschappelijke naam van de soort is voor het eerst geldig gepubliceerd in 1895 door G.W. Müller.

## Omschrijving
G. agassizi is de grootste soort van de Ostracoda met een volgroeide grootte van 30 millimeter.